# Мімозові
Мімо́зові (Mimosoideae) — підродина бобових рослин, яку іноді виділяють у власну родину. Головним чином дерева і чагарники. Існує близько 2500 видів (40-55 родів), що поширені переважно в тропіках, субтропіках.
Листя у більшості двоякоперисте, рідко просто перисте, іноді внаслідок недорозвинення відгину просте, філодіальне, тобто складається з одних розширених черешків, звернених вгору і вниз ребрами. Квіти дрібні кутові або зібрані суцвіттями іноді у вигляді щільних головок, правильні; в чашечці та віночку однакове число частин, 5 або 6, зрідка 3 або 6; тичинок стільки ж, або вдвічі більше, навіть невизначене число; Квітковий пилок зібраний по 4, іноді по 8, 12 і 16, або ж порошковатою. Зав'язь і плід — як у решти бобових.
Деякі мімозові служать джерелом отримання цінної деревини, дубильних речовин і гуміарабіку. Плоди (боби) ліан з роду ентада можуть досягати 2 м довжини.

## Таксономія
Ця підродина поділяється на три триби: Acacieae, Ingeae, Mimoseae.

### Акації (Acacieae)
Ця триба представлена родами:
- Acacia (Акація)
- Acaciella[en] Britton & Rose
- Mariosousa[en] Seigler & Ebinger
- Senegalia Raf.
- Vachellia[en] Wight & Arn.[4]

Являють собою квіти з безліччю тичинок (завжди більше 10) з вільними нитками.

### Інги(Ingeae)
До цієї триби входять такі роди::
| - Abarema (Абарема) - Albizia (Альбіція) - Archidendron - Archidendropsis - Balizia - Blanchetiodendron - Calliandra - Cathormion - Cedrelinga - Chloroleucon - Cojoba - Ebenopsis - Enterolobium (Ентеролобіум) - Faidherbia - Falcataria - Guinetia - Havardia - Hesperalbizia | - Hydrochorea - Inga (Інга) - Leucochloron - Lysiloma - Macrosamanea - Painteria - Pararchidendron - Paraserianthes - Pithecellobium - Pseudosamanea - Samanea - Serianthes - Sphinga - Thailentadopsis - Viguieranthus - Wallaceodendron - Zapoteca - Zygia |

### Мімози(Mimoseae)
До цієї триби входять такі роди:
| - Adenanthera - Adenopodia - Alantsilodendron - Amblygonocarpus - Anadenanthera (Анаденантера) - Aubrevillea - Calliandropsis - Calpocalyx - Cylicodiscus - Desmanthus - Dichrostachys - Dinizia - Elephantorrhiza - Entada (Ентада) - Fillaeopsis - Gagnebina - Indopiptadenia - Kanaloa - Lemurodendron - Leucaena (Леуцена) - Microlobius | - Mimosa (Мімоза) — схильна до меншої кількості тичинок. - Mimozyganthus - Neptunia - Newtonia (Ньютонія) - Parapiptadenia - Parkia (Паркія) - Pentaclethra - Piptadenia - Piptadeniastrum - Piptadeniopsis - Pityrocarpa - Plathymenia - Prosopidastrum - Prosopis - Pseudopiptadenia - Pseudoprosopis - Schleinitzia - Stryphnodendron - Tetrapleura - Xerocladia - Xylia |